# NGC 773
NGC 773 ist eine Spiralgalaxie mit aktivem Galaxienkern vom Hubble-Typ Sa im Sternbild Walfisch südlich des Himmelsäquators. Sie ist schätzungsweise 243 Millionen Lichtjahre von der Milchstraße entfernt und hat einen Durchmesser von etwa 100.000 Lj.
Im selben Himmelsareal befindet sich u. a. die Galaxie IC 1767.
Das Objekt wurde am 27. November 1785 von dem deutsch-britischen Astronomen Wilhelm Herschel entdeckt.